# Пина (приток Припяти)
Пи́на (бел. Пі́на) — река в Пинском районе Брестской области, левый приток Припяти (бассейн Днепра).

## Происхождение названия
По М. Фасмеру, название реки Пина связано с древнеиндийским pinas — «жирный, толстый, плотный».
Согласно В. Н. Топорову и О. Н. Трубачёву, название реки Пина имеет балтское происхождение. Указывается, что реку Пину окружает древний балтский гидронимический ландшафт, поэтому истолковывать следует в связи с лит. Pynauja, др.-прусск. Pynouwe, Pinno.
По ещё одной версии, название реки Пина переводится с финского как «малая».

## География и гидрография
Длина реки — 40 км, площадь водосборного бассейна — 2460 км². Берёт своё начало у деревни Переруб Ивановского района. Некоторые исследователи считают, что исток Пины находится у деревни Дубой (бел. Дубай) Пинского района. Русло слабоизвилистое, шириной 35—45 м. Пина является частью Днепровско-Бугского канала.
В городе Пинске на реке расположен речной порт.
Основные притоки реки Пины: правобережные — канал Завищанский; левобережные — река Неслуха.
Водосбор в пределах Полесской низменности. Озёра занимают 1 % (наибольшие — Песчаное, Скорень, Завищанское). Скорость течения незначительная. В черте Пинска в период межени наблюдается обратное течение. Берега низкие, местами заболоченные. В черте города Пинска река загрязнена сбросами промышленных вод. Средний расход воды в устье — 8,6 м³/с.
Русло Пины претерпело значительные изменения во время строительства и реконструкции Днепро-Бугского канала. В результате русло было пересечено в верхнем течении реки, отрезаны участки старого русла, которые превратились в старицы с незначительным стоком.
Гидрологические наблюдения на реке ведутся с 1922 года на гидрологическом посту Пинск.